# Город, который никогда не спит (фильм, 1953)
«Город, который никогда не спит» (англ. City That Never Sleeps) — фильм нуар Джона Х. Ауэра, вышедший на экраны в 1953 году.
Фильм рассказывает о событиях одной ночной смены чикагского патрульного полицейского Джонни Келли (Гиг Янг), который решил оставить свою любящую жену и работу ради того, чтобы начать новую жизнь в Калифорнии вместе с танцовщицей ночного клуба Сэлли Коннорс (Мала Пауэрс). Чтобы заработать деньги на будущую жизнь, Джонни принимает заказ от тёмного адвоката Пенрода Биддела (Эдвард Арнольд) доставить некого Хейса Стюарта (Уильям Тэлман) до границы штата. Когда Хейс убивает его отца, детектива с 27-летним стажем, Джонни преследует и настигает преступника в отчаянной погоне, после чего пересматривает своё отношение к семье и работе.
По мнению некоторых критиков, фильм содержит элементы полудокументального стиля, показывая жизнь Чикаго в сходном ключе с тем, как фильм жизнь Нью-Йорка была представлена в фильмах «Крайний срок — на рассвете» (1946), «Обнажённый город» (1948) и «Детективная история» (1951). Особенностью фильма, практически не встречающейся в жанре фильм нуар, стало введение полуреального персонажа, представленного как сержант Джо, «Голос Чикаго».
Фильм является редким представителем жанра нуар, действие которого происходит в Чикаго. Большинство таких фильмов относится к субжанру гангстерский нуар, среди них «Маленький Цезарь» (1931), «Лицо со шрамом» (1932), «Диллинджер» (1945) и «Человек под прикрытием» (1949). Есть также несколько чикагских нуаров, построенных вокруг журналистских расследований, таких как «Звонить Нортсайд 777» (1948) и «Чикагский предел» (1949).

## Сюжет
На фоне городской панорамы закадровым «Голосом города» сообщается, что речь пойдёт об одной ночи из жизни Чикаго. Затем «Голос города» знакомят зрителя с некоторыми его жителями. Один из них — бывший актёр Грегг Уоррен (Уолли Кэсселл), который играет роль «механического человека», завлекая посетителей выступлением в витрине дорогого ночного клуба «Серебряное веселье». Другой житель города — переживающий душевный кризис Джонни Келли (Гиг Янг), который пришёл в клуб для встречи с Сэлли Коннорс (Мала Пауэрс), «свободной и умной танцовщицей 21 года с ангельским лицом». Они обнимаются и обсуждают планы. Некоторое время назад Джонни предложил ей вместе уехать в Калифорнию и начать там новую жизнь, однако его по-прежнему терзают моральные сомнения, связанные с его женой Кэти. Сэлли заявляет, что уже уволилась с завтрашнего дня и не сможет вернуться назад, так как на её место уже взяли другую танцовщицу. И если Джонни не решится ехать вместе с ней, то она уедет вместе с Греггом. Так и не придя к определённому решению, они целуются в знак расставания, и Джонни уходит.
В гостинице «Континенталь» «Голос города» представляет ещё одного жителя — Хейса Стюарта (Уильям Тэлман), нежно любящего своего кролика бывшего фокусника, ставшего преступником, «для которого алчность больше его совести». Затем «Голос» представляет «блестящего криминального адвоката» Пенрода Биддела (Эдвард Арнольд), который вместе с молодой красавицей женой Лидией (Мэри Виндзор) проводит фотосессию для прессы. Пенрод «в глазах всего мира является примером успеха, богатства и хорошей жизни». В этот момент Пенроду звонит Джонни, согласившийся выслушать его предложение. Они назначают встречу этим вечером в квартире Пенрода.
У себя дома Джонни кладёт трубку и, бросив визитную карточку Пенрода на столике, садится писать письмо, постоянно выслушивая ворчание своей тёщи о том, что его жена Кэти работает допоздна и зарабатывает больше него. После нескольких черновиков, выброшенных в мусорное ведро, Джонни заканчивает письмо и запечатывает его в конверт, надписывая на нём адрес своего шефа, начальника районного участка чикагской полиции. Взяв письмо, Джонни собирается уйти, но в дверях встречает вернувшуюся с работы жену Кэти (Пола Рэймонд), которая просит его остаться и поговорить, однако Джонни говорит, что они уже всё обговорили прошлым вечером, «а остальное только что досказала твоя мама», целует её в щёку и уходит.
Обнаружив на полу выброшенный набросок письма Джонни, обеспокоенная Кэти звонит Джону «Попу» Келли (Отто Хьюлетт), детективу и отцу Джонни. Она сообщает ему, что из черновика письма Джонни своему шефу можно понять, что он хочет уволиться из полиции. Поп не верит в это, но всё равно обещает поговорить с сыном. В участке Поп ловит Джонни, когда тот после переклички спускается в гараж. Джонни объясняет, что ему не нравится его работа из-за низкого заработка. Поп спрашивает: «Всё мечтаешь о Калифорнии и рыбацкой лодке?» Затем говорит: «Кэти любит тебя и волнуется», на что Джонни отвечает: «Она также любит свою работу и свою высокую должность».
Дежурный в гараже сообщает Джонни, что его напарник заболел. Однако, подойдя к машине, Джонни встречает около неё пожилого полицейского в форме сержанта, который представляется просто как Джо (Чилл Уиллс) и говорит, что на эту ночь он будет его напарником. Выехав в город, Джо рассуждает о том, какой большой это город и сколько в нём людей и сколько у них разных дел и проблем. Затем Джо спрашивает у Джонни, почему тот стал копом. Тот отвечает, что он этого не хотел и его подтолкнул к этому отец, который прослужил в полиции уже 27 лет.
По дороге Джонни останавливается на несколько минут, чтобы зайти к Пенроду. Тот рассуждает, что в своей жизни помог многим людям и сможет сделать большого человека и из Джонни. В этот момент Лидия зовёт его в спальню, чтобы проститься, говоря, что уезжает к подруге. Вернувшись в гостиную, Пенрод говорит, что хочет помочь Хейсу, который когда-то был карманником, и в своё время украл у Пенрода кошелёк и портфель с документами, после чего пытался его шантажировать. Хейса нельзя было сдать полиции, и Пенрод взял его работать на себя. С тех пор Хейс приобрёл лоск, хорошие манеры и стал выглядеть как джентльмен. Но, продолжает Пенрод, Хейс стал очень амбициозен, и хочет стать независимым. Сегодня ночью Хейс попытается украсть из сейфа Пенрода один документ, «декларацию независимости», и адвокат просит Джонни взять его на краже. Джонни советует позвонить в полицию, но Пенрод не хочет ареста, так как Хейс может там «запеть» о его делах. Он хочет, чтобы Джонни вывез Хейса в полицейской машине до границы со штатом Индиана, где того разыскивают за неумышленное убийство, и ему грозит там 1-2 года тюрьмы. Пенрод говорит, что хочет проучить Хейса, но не уничтожить. Хейс посидит в Индиане 2 месяца, а затем Пенрод добьётся его освобождения. «Он будет благодарен, и отношения восстановятся». Пенрод даёт Джонни 5000 долларов. Джонни говорит, что сегодня на службе и сможет выполнить заказ только завтра. Однако Пенрод говорит, что завтра будет слишком поздно, так как под влияние Хейса попал Стабби (Рон Хэгерти), младший брат Джонни. Пока Стабби ни в чём не замешан, но очень скоро Хейс вовлечёт его в свои дела, и тогда Джонни придётся задерживать уже своего брата. После этого Джонни соглашается и спрашивает, куда следует отвезти Хейса. Пенрод называет место и спрашивает, где можно будет найти Джонни сегодня вечером. Тот отвечает, что связь можно держать через Сэлли в клубе «Серебряное веселье».
В машине Джонни даёт Джо письмо об отставке и просит передать его завтра утром начальнику участка. Затем они подъезжают к клубу с выступающим «механическим человеком» в витрине. Через служебный вход Джонни направляется выпить кофе, где смотрит за номером Сэлли. Бармен говорит Джонни, что «механический человек» сходит с ума от Сэлли и советует Джонни действовать побыстрее. Пройдя с Сэлли в её гримёрку, Джонни сообщает, что подал рапорт об увольнении, и что все их планы сбудутся. Они обнимаются. Сэлли говорит, что страдает в этом городе, хотела стать знаменитой, но город её перемолол. Джонни просит её быть готовой завтра утром, на что Сэлли отвечает, что уже готова.
В патрульной машине Джонни и Джо получают первое задание — принимают роды прямо на улице у женщины, не успевшей добраться на такси до роддома. Джонни говорит, что у него это уже третьи такие роды за последние два месяца.
В гостиничный номер к Хейсу приходит восхищающийся им Стабби. Хейс говорит ему, чтобы тот не говорил брату об их связи до тех пор, пока он его об этом не попросит. По просьбе Стабби Хейс соглашается взять его на первое дело. Они подъезжают на автомобиле к деловому зданию, в котором расположен офис Пенрода, за два часа до того времени ограбления, которое Пенрод сообщил Джонни. Открыв люк на тротуаре, Хейс проникает на технический этаж, через который попадает в вестибюль здания. Пока дежурного по зданию нет на месте, Хейс поднимается на лифте к офису Пенрода. Появившийся дежурный видит, что кто-то воспользовался лифтом и включает сирену, которую слышат проезжающие поблизости Джонни и Джо. Хейс проникает в офис Пенрода и пытается вскрыть сейф. Джонни и Джо подъезжают к зданию и начинают его осматривать этаж за этажом. Наконец, Хейс вскрывает сейф, однако в нём ничего нет, кроме записки: «Ты полный дурак! С кем, ты думаешь, ты имеешь дело». Хейс звонит кому-то по телефону, сообщая, что в сейфе ничего нет и назначая встречу в ближайшее время «в их месте». Перед самым появлением копов у офиса Пенрода Хейс сбегает вниз по лестнице. В вестибюле, представившись дежурному детективом, он выходит через главный вход.
Не найдя в здании ничего подозрительного, Джонни и Джо возвращаются в машину, где Джонни рассказывает напарнику, что женат 3 года и 4 месяца, а затем сознаётся, что уходит не только из полиции, но и от жены, решив начать всё с начала. Джо считает, что главные проблемы Джонни внутри него.
Кэти встречается с Попом, говоря, что главная причина их семейных проблем в том, что она зарабатывает больше Джонни. Она говорит: «Я не понимала, что это важно, что это задевает его гордость. Я всё исправлю, завтра уволюсь. Будем жить на его жалование». Затем она показывает Попу карточку адвоката Пенрода Биддела, которую нашла дома, спрашивая, какие у Джонни могут быть с ним дела?
Неожиданно для Пенрода, Хейс приходит к нему домой, напоминая, что он фокусник, и от него следует ждать неожиданностей. Припомнив, что Пенрод вытащил его из трущоб и сделал его человеком, давая ответственные поручения, Хейс говорит, что устал делать всю работу, на что Пенрод отвечает: «Ты стал слишком амбициозен. Вся работа делается в моей голове, а ты просто мускулы». Однако Хейс утверждает, будет работать самостоятельно, так как уже заполучил нужные бумаги, которые Пенрод спрятал не в офисе, а в сейфе в своей спальной. Пенрод проверяет сейф и видит, что там лежит та же записка, которую он оставлял в сейфе своего офиса. На вопрос Пенрода, что он сделал с документами, Хейс отвечает, что «с этого мы начинали 3 года назад. В моих руках документы, позволяющие посадить Вас на 99 лет, только тогда я этого не понимал. За обещание, что ты сделаешь меня большим человеком, я вернул тебе 99 лет твоей жизни. И теперь хочу за это 100 тысяч долларов наличными и сегодня. Буду ждать вас с деньгами в своём гостиничном номере через два часа. Иначе все документы попадут к прокурору». На недоуменный вопрос Пенрода, как Хейс провернул всё дело, тот отвечает, что проделал всё с помощью сообщника — жены Пенрода Лидии.
В поисках Джонни Пенрод приезжает в клуб к Сэлли и просит её срочно найти и его и договориться о встрече. Тем временем Джонни с напарником едет на очередной вызов, где задерживает уже четвёртый раз за месяц шулера, организовавшего на улице незаконную игру в кости, и отвозит его в участок. В клубе Грегг уговаривает Сэлли сделать совместный комический номер, но её это не интересует. Он мечтает, о райской жизни на Карибах вместе с Сэлли, а затем говорит, что без Сэлли его номер не получится. В этот момент по телефону звонит Джонни, и Сэлли сообщает ему, что приходил расстроенный Пенрод, оставивший для него следующую записку: «Встреча перенесена на сейчас в гостиницу „Континенталь“, комната Хейса Стюарта».
В номере Лидия и Хейс обнимаются и целуются, лёжа на диване. Лидия от него в восторге, говоря, что «его чёрная магия лучше денег», что он самый лучший. В гостинцу входит Пенрод, о чём Стабби из вестибюля сигнализирует по телефону Хейсу. Тот быстро приводит себя в порядок со словами: «Я многое крал в своей жизни, но никогда не крал чужую жену». Его слова смешат Лидию своей совестливостью. При появлении Пенрода Лидия сразу определяет, что у него нет денег. Пенрод просит дать ему возможность кое-что объяснить. Он напоминает Лидии, что когда они познакомились, она торговала гамбургерами на вокзале. У него был час свободного времени, и, добавляет Лидия, «ты использовал его, чтобы убить годы моей жизни». Она говорит: «Да, ты одел меня лучше всех в Чикаго, но ты напоминал мне об этом по три раза в день, и рассказывал всем знакомым, из какой нищеты ты вытащил свою жену». Пенрод спрашивает, разве я сделал тебе что-либо плохое, или тебе, Хейс? Лидия отвечает: «А как на счёт поездки в Индиану?», утверждая, что слышала, как он давал инструкции копу. Пенрод встаёт, и со словами «вот мой прощальный подарок вам обоим» достаёт пистолет, но Хейс опережает его и стреляет первым. Обыскав упавшего Пенрода, Хейс подтверждает, что денег у того нет. Лидия возмущена тем, что Хейс выстрелил в Пенрода, так как теперь они впутались в нечто страшное. Она говорит, что нужно срочно бежать, так как выстрелы могли слышать, и скоро появится полиция. Но сбежать так просто им не удастся. Так как номер зарегистрирован на Хейса, его быстро вычислят и найдут. Он предлагает воспользоваться вариантом Пенрода и уехать из штата на полицейской машине, которую тот приготовил. Они решают найти Джонни, который, как слышала Лидия, должен быть в клубе. Она не видела его в лицо, и знает только его имя — Джонни Келли.
Тем временем из диспетчерской полиции поступает указание патрульной машине Джонни направиться в гостиницу «Континенталь», где слышали выстрелы. Менеджер отеля рассказывает ему, что вскоре после выстрелов Хейс вместе с женщиной быстро уехали. Наедине Джонни допрашивает тяжело раненного Пенрода. Тот скрывает имя женщины, с которой скрылся Хейс, говоря, что они уехали в клуб, чтобы найти там Джонни. Джонни докладывает в участок, что ранен Пенрод, стрелял в него Хейс, который, возможно, уехал в клуб «Серебряное веселье». Полиция объявляет Хейса в розыск. Услышав по радиосвязи информацию диспетчера, Келли-старший с напарником направляется в клуб, чтобы помочь сыну.
Перед входом в ресторан Лидия и Стабби замечают подъехавшего Келли-старшего с напарником. Полагая, что это тот самый Джонни Келли, с которым её муж заключил договор, Лидия догоняет его в зале, представляясь как жена Биддела, и спрашивает, не ищет ли он Хейса. Далее она говорит, что их «сделка изменена» и просит арестовать Хейса, который убил её мужа. Лидия посылает детективов на второй этаж, где в коридоре их поджидает Хейс. Кивком головы она указывает Хейсу на Келли. Уточнив, что имя Попа — Джон Келли, Хейс приглашает его в отдельную комнату, где спрашивает, готов ли тот забрать его, имея в виду, что тот вывезет его из города? Поп отвечает, что готов и достаёт наручники. Удивлённый Хейс просит отвезти его не на границу с Индианой, а в другой город, на что Поп отвечает: «Я отвезу тебя в детективное бюро. Ты арестован за попытку убийства Пенрода». Хейс удивлён: «Ты же заключил сделку в Бидделом, что вывезешь меня из города», но взглянув на Лидию, вдруг решает, что она его подставила. Хейс достаёт пистолет и пытается выстрелить в Лидию, но она убегает. Поп хватает Хейса за руку, но тот отталкивает Попа и стреляет в него, а затем гонится за Лидией, выстрелив и в подвернувшегося по пути напарника Попа.
Через главный зал ресторана Лидия выбегает на улицу, Хейс бежит вниз по пожарной лестнице, и догоняет её перед самым входом в клуб на глазах у «механического человека» в витрине. Он хватает Лидию за руку и уводит в укрытие к Стабби, который взволнованно спрашивает, никто ли не пострадал, опасаясь за отца. Направив на Лидию пистолет, Хейс говорит, что был счастлив, работая исполнителем приказов Пенрода. «Но появилась ты со своими планами сделать меня самым крутым бандитом в городе, и всё испортила». Далее со словами «когда-то у меня был фокус с исчезающей девушкой, который выглядел вот так» Хейс стреляет в Лидию. Она делает несколько шагов и падает на площади перед клубом на глазах у «механического человека» в витрине.
Хейс и Стабби прячутся в здании напротив ресторана и наблюдают за площадью. Вскоре подъезжает патрульная машина Джонни и Джо, останавливаясь у убитой Лидии. Оставив с ней Джо, Джонни входит в клуб, где видит, что Поп умирает, а его напарник ранен. Обняв отца, Джонни слышит его последние слова: «Я был готов к этому многие годы. Кэти хорошая девушка. Берегите себя». Напарник Попа говорит, что они приехали в клуб, откликнувшись на вызов Джонни, и что в отца стрелял Хейс. Сэлли подходит, чтобы утешить Джонни, он говорит ей, что «отец хотел умереть именно так, на боевом посту». У вошедшего «механического человека» Джонни спрашивает, куда скрылся стрелявший на улице. Грегг отвечает: «Я механический человек — я не вижу, я не слышу, я не чувствую». Когда Сэлли говорит, что у Джонни убили отца, Грегг соглашается помочь. Он говорит, что Хейс спрятался где-то поблизости, и когда он поймёт, что «я не робот из проволоки и опилок, а человек, который всё видел, он обязательно вернётся». Грегг выражает готовность сыграть роль приманки, чтобы полиция могла устроить засаду на площади. Однако Сэлли опасается за него и просит Джонни не пускать его, потому что он «хороший парень, который не должен умереть как чудик в витрине». Однако несмотря на то, что Джонни готов отказаться от использования «механического человека» в качестве приманки, Грегг занимает своё место на витрине.
Хейс наблюдает за площадью, пытаясь понять, является ли «механический человек» живым или это робот. Когда Стабби уговаривает его сбежать, Хейс оглушает его ударом по голове. Сэлли из-за кулис говорит Греггу, что разделяет его мечты о прекрасном и просит его уйти с витрины, обещая даже «принять участие в его милом номере». Это трогает Грегга, и у него по щеке стекает слеза. Это замечает подошедшая к витрине пара, восклицая: «Да он же живой». Услышав это, Хейс стреляет из укрытия в витрину, но не попадает. Грегг успевает спрятаться за кулисами.
По выстрелу полиция обнаруживает местонахождение Хейса и начинает его преследовать. Джонни находит Стабби, сообщая ему, что отец убит. Джонни продолжает преследование Хейса по лестницам, трубам и крышам зданий, порой почти задерживая его. Из диспетчерской присылают в поддержку ещё несколько полицейских машин. Джонни видит, как Хейс входит в здание станции метро и бежит по железнодорожным путям. Когда Джонни преследует Хейса по эстакаде, заметившая их снизу полиция в мегафон требует остановиться. Чтобы его в темноте не приняли за преступника, Джонни бросает вниз свой полицейский жетон. В конце концов, он догоняет Хейса. В ходе борьбы Джонни толкает Хейса на рельсы, и того убивает разрядом тока.
Джонни находит Стабби в церкви, где тот просит у брата прощения. В участке шеф возвращает Джонни его жетон и отправляет отдыхать. Джонни спускается в гараж к Джо, но дежурный напоминает, что его напарник сегодня болен, а на сидении Джонни видит своё нетронутое письмо с рапортом об увольнении. Джонни рвёт это письмо. На улице Кэти встречает Джонни, они обнимаются и вместе уходят. «Голос» говорит: «Джонни Келли остаётся дома».

## В ролях
- Гиг Янг — Джонни Келли
- Мала Пауэрс — «Ангельское личико» Коннорс
- Уильям Тэлман — Стюарт
- Эдвард Арнольд — Биддел
- Чилл Уиллс — сержант Джо, «Голос Чикаго»
- Мэри Виндзор — Лидия Биддел
- Пола Реймонд — Келли
- Отто Хьюлетт — сержант Джон «Поп» Келли старший
- Уолли Кэсселл — Уоррен
- Рон Хэгерти — Келли
- Хелен Гибсон — женщина (в титрах не указана)

## Создатели фильм и исполнители главных ролей
Режиссёр Джон Х. Ауэр на протяжении 1930-50-х годов поставил около 40 фильмов категории В, большинство из них — на студии «Рипаблик», где он также часто выступал как продюсер. Наиболее заметными драмами Ауэра нуаровой и криминальной направленности стали фильмы «Преступление доктора Креспи» (1935), «Невидимый враг» (1938), «Пламя» (1947) и «Пол-акра ада» (1954)
.
Гиг Янг дважды номинировался на Оскар за роли второго плана в фильмах «Приди наполни кубок» (1951) и «Любимец учителя» (1958), а в 1970 году завоевал Оскар как лучший актёр второго плана за роль в фильме «Загнанных лошадей пристреливают, не правда ли?» (1969). Хотя Янг снискал себе известность скорее легкомысленными ролями, тем не менее, он также сыграл заметные роли с таких криминальных фильмах, как «Поймать человека» (1950), «Часы отчаяния» (1955), «Статья на первой странице» (1959) и «Принесите мне голову Альфредо Гарсия» (1974).
Свои наиболее заметные роли Мала Пауэрс сыграла в драме «Сирано де Бержерак» (1950), криминальных и нуаровых фильмах «Оскорбление» (1950), «Край гибели» (1950) и «Папа вышел на охоту» (1969). Уильям Тэлман более всего известен ролью прокурора в судебном телесериале «Перри Мейсон», в котором в 1957-66 годах он сыграл в 225 сериях. Он также сыграл в фильмах нуар «Ограбление инкассаторской машины» (1950), «Рэкет» (1951), «Попутчик» (1953) и «Побег из тюрьмы» (1955). Мэри Виндзор сыграла памятные роли второго плана в 8 фильмах нуар, среди них «Сила зла» (1948), «Узкая грань» (1952), «Снайпер» (1952), «Пол-акра ада» (1954, который поставил Ауэр) и «Убийство» (1956).

## Оценка фильма критикой

### Общая оценка фильма
Общая оценка фильма после выхода его на экраны была довольно сдержанной. Газета «Нью-Йорк таймс» назвала фильм «рутинной криминальной мелодрамой» с «вялыми попытками документально представить ночной Чикаго как „город, который некогда не спит“». Газета продолжает: «Этот фильм студии „Рипаблик“ можно рассматривать как беспорядочное исследование облика Чикаго, сделанное, очевидно, под влиянием того, что „Обнажённый город“ сделал в отношении Нью-Йорка». К сильным сторонам картины автор рецензии относит «хороший финал с погоней, погружённый во тьму и туман, а также исполнительный и достаточно умелый актёрский состав во главе с Гигом Янгом, Малой Пауэрс, Уильямом Тэлманом и Эдвардом Арнольдом». Но, резюмирует газета, «всё это, к сожалению, напрасно… Во всём прочем город Чикаго выглядит чрезвычайно плоско».
Позднее критики обратили внимание на жанровое своеобразие картины, в которой мелодрама и триллер сочетаются с элементами фэнтези и полудокументального стиля. Журнал «TimeOut» пишет, что «это редкий, можно сказать, единственный пример столь экстравагантного нуара». Начавшись как простой триллер, «затем фильм клонится в сторону фэнтези с появлением Чилла Уиллса в качестве Духа города, материализовавшегося на одну ночь в облике призрачного партнёра Янга по патрульной машине, который обозревает с буддистским пониманием всё происходящее вокруг». И если отбросить персонажей Янга и Уиллса, то «останется в средней степени удовлетворительный триллер, изобретательно снятый в зимнем Чикаго». Деннис Шварц назвал картину «причудливым фильмом нуар, возможно, единственным в своём роде». Критик считает, что «рассказанный в полудокументальном стиле», он является «не более чем удовлетворительной попыткой представить Чикаго особенным городом, как это сделал „Обнажённый город“ в отношении Нью-Йорка». «Изюминку фильма» Шварц видит во «введении призрачного партнёра Джонни по патрульной машине, представленного как сентиментальный „Голос Чикаго“, сержант Джо (Чилл Уиллс), который нежно пытается вернуть Джонни на путь истинный». Отметив «изобретательность картины», Шварц тем не менее полагает, что «эта полицейская драма не может скрыть того, что это средний триллер с поверхностным сюжетом». Крейг Батлер оценил картину как «неровную криминальную драму, которая содержит некоторые достаточно хорошие моменты, но разочаровывает, так как фильм в целом не так хорош» и далее: «фильм сделан непродуманно, но заслуживает внимания благодаря некоторым сильным моментам».

### Характеристика и особенности персонажей фильма
По мнению «Нью-Йорк таймс», сценарий написан «в картонном стиле боевика про „копов и грабителей“ с соответствующими репликами», в котором «карьерные и семейные невзгоды молодого полицейского переплетены с судьбами нескольких типичных ночных сов большого города». Однако, «несмотря на весь свой крутой юмор и авантюристическую возню, эти урбанистические обитатели кажутся чрезвычайно далёкими от реальности… Возьмите героя-триумфатора, мистера Янга, обиженного по поводу банковского счёта его жены и потерявшего голову от любви к артистке кабаре. Затем, есть ещё традиционный, стареющий криминальный адвокат Эдвард Арнольд, его молодая неугомонная супруга Мэри Виндзор и брат героя Рон Хэгерти, который поддаётся соблазну ярких огней». «TimeOut» полагает, что «фильм собирает шаблонных, встревоженных персонажей, среди них: коп, искушаемый непорядочной любовью к стриптизёрше, стареющий адвокат со скучающей молодой женой, киллер, который души не чает в своём маленьком кролике и так далее. Возникают знакомые образы: беглец, пересекающий железнодорожные пути, прожекторы, рассекающие переулки, неожиданный жгучий крупный план». Крейг Батлер указывает, что поначалу «персонаж Янга кажется довольно сложным, это коп, разочарованный своей участью в жизни и который может стать жертвой соблазна, но, к сожалению, он не получает достаточного развития. То же самое происходит и с Уолли Кэсселлом, „механическим человеком“; поначалу он также даёт надежду, которая так и остаётся не реализованной, хотя сама странность его работы действительно восхищает». «Всё это», резюмирует Шварц, «приводит к нескольким убийствам, великолепному кадру слёз счастья, стекающих по позолоченному лицу „механического человека“ во время его выступления, что позволяет зрителям понять его человечность». А финал картины запоминается сценой, в которой полицейский преследует несущегося по железнодорожным путям киллера, убившего его отца.

### Оценка работы режиссёра и творческой группы
Критики неоднозначно оценили работу режиссёра Джона Х. Ауэра и сценариста Стива Фишера, однако высоко оценили работу оператора Джона Л. Расселла. «Нью-Йорк таймс» пишет, что «время от времени режиссёр придаёт событиям острую и неожиданную вибрацию, но в целом банальная вялость действия и пустой диалог постоянно отдают дешёвым попкорном». По мнению «Variety», «режиссёр порой излишнее увлекается созданием атмосферы и нюансами там, где прямой экшн о „копах и грабителях“ был бы более уместен. Тем же недостатком страдает и сценарий Стива Фишера». Шварц отмечает, что «режиссёр Джон Ауэр играет с темами „начать всё сначала“, и „как легко утратить человечность и потеряться в большом городе“, а сценарий Стива Фишера отяжелён полицейскими процедурами». Батлер полагает, что «режиссура Ауэра неровная, но когда он бьёт в цель, то это настоящее попадание; сцена со слезой на лице Касселла волшебна, а кульминационная погоня по-настоящему захватывает». Главная же проблема фильма, «как это часто бывает, проистекает из сценария, который начинается многообещающе». Проблемы есть и в репликах персонажей, которые слишком часто звучат «либо надуманно, либо банально, и в сюжете, который в итоге становится перегруженным, не достигая при этом необходимой глубины».. По мнению Батлера, «Ауэру в огромной степени помогает наэлектризованная операторская работа Джона Л. Расселла с завораживающей оргией высоких контрастов и глубоких фокусов». «Variety» отмечает, что «операторская работа Джона Расселла хорошо использует улицы и здания Чикаго для создания строгого мелодраматического облика картины».

### Оценка актёрской игры
В главных ролях в фильме заняты четверо актёров: «Гиг Янг, играющий безумного, запутавшегося копа»; Мала Пауэрс, дешёвая ресторанная танцовщица; Уильям Тэлман, волшебник, ставший бандитом, и Эдвард Арнольд, учтивый, бесчестный адвокат". Все эти актёры, по мнению «Variety», «адекватны сценарию и режиссёрским требованиям». С другой стороны, «Чилл Уиллс, основной актёр второго состава, прописан в фильме очень неопределённо, предположительно, его персонаж представляет сам город Чикаго».
«Нью-Йорк таймс» считает, что «в качестве беглеца-убийцы, которого мистер Янг ловит без посторонней помощи, мистер Тэлман, недавно виденный в „Попутчике“ (1953), самый убедительный из всех, донося под сдержанным обликом силу эмоций как по-настоящему отличный исполнитель». Газета также полагает, что «Чилл Уиллс, Отто Хьюлетт и Джеймс Энделин в ролях силовиков различных ипостасей, а также Уолли Кэсселл в роли актёра со сломанной карьерой действительно превосходны». По мнению Батлера, «Янг не более чем сносен в главной роли, а Уиллс часто раздражает, зато Кэсселл и Тэллман замечательны».